# بی‌خوابی (فیلم ۱۹۹۷)
بی‌خوابی (به انگلیسی: Insomnia) فیلمی نروژی در سبک جنایی و نئو نوآر اثر اریک شولدبرگ است که در سال ۱۹۹۷ منتشر شد. از بازیگران آن می‌توان به استلان اسکارشگورد و سوئره آنکر اوسدال اشاره کرد.
در سال ۲۰۰۲ فیلمی با همین نام ساخته شد که بازسازی این فیلم محسوب می‌شود.